# Wayne Ellington
Wayne Robert Ellington jr. (Wynnewood, 29 ottobre 1987) è un ex cestista e allenatore di pallacanestro statunitense, professionista nella NBA.

## Carriera
È stato selezionato dai Minnesota Timberwolves al primo giro del Draft NBA 2009 (28ª scelta assoluta).

## Statistiche
| † | Denota una stagione in cui ha vinto il titolo |

### NCAA
| Anno       | Squadra             | PG  | PT  | MP   | TC%  | 3P%  | TL%  | RP  | AP  | PRP | SP  | PP   |
| ---------- | ------------------- | --- | --- | ---- | ---- | ---- | ---- | --- | --- | --- | --- | ---- |
| 2006-2007  | N. Carol. Tar Heels | 38  | 37  | 23,9 | 43,3 | 37,1 | 83,6 | 2,9 | 2,1 | 0,8 | 0,0 | 11,7 |
| 2007-2008  | N. Carol. Tar Heels | 39  | 38  | 31,1 | 46,7 | 40,0 | 82,6 | 4,5 | 2,0 | 1,1 | 0,2 | 16,6 |
| 2008-2009† | N. Carol. Tar Heels | 38  | 37  | 30,4 | 48,3 | 41,7 | 77,7 | 4,9 | 2,7 | 0,9 | 0,2 | 15,8 |
| Carriera   | Carriera            | 115 | 112 | 28,5 | 46,3 | 39,7 | 80,9 | 4,1 | 2,2 | 0,9 | 0,1 | 14,7 |

#### Massimi in carriera
- Massimo di punti: 36 vs Clemson (6 gennaio 2008)[1]
- Massimo di rimbalzi: 10 vs Miami (15 febbraio 2009)
- Massimo di assist: 7 vs Clemson (21 gennaio 2009)
- Massimo di palle rubate: 3 (7 volte)
- Massimo di stoppate: 2 vs Virginia Tech (15 marzo 2008)
- Massimo di minuti giocati: 47 vs Clemson (10 febbraio 2008)

### NBA

#### Regular Season
| Anno      | Squadra             | PG  | PT  | MP   | TC%  | 3P%  | TL%  | RP  | AP  | PRP | SP  | PP   |
| --------- | ------------------- | --- | --- | ---- | ---- | ---- | ---- | --- | --- | --- | --- | ---- |
| 2009-2010 | Minnesota T'wolves  | 76  | 1   | 18,2 | 42,4 | 39,5 | 87,1 | 2,1 | 1,0 | 0,3 | 0,1 | 6,6  |
| 2010-2011 | Minnesota T'wolves  | 62  | 8   | 19,0 | 40,3 | 39,7 | 79,2 | 1,7 | 1,2 | 0,5 | 0,0 | 6,6  |
| 2011-2012 | Minnesota T'wolves  | 51  | 4   | 19,1 | 40,4 | 32,4 | 80,0 | 1,9 | 0,6 | 0,5 | 0,2 | 6,1  |
| 2012-2013 | Memphis Grizzlies   | 40  | 4   | 16,9 | 40,7 | 42,3 | 93,8 | 1,3 | 1,1 | 0,4 | 0,0 | 5,5  |
| 2012-2013 | Cleveland Cavaliers | 38  | 17  | 25,9 | 43,9 | 37,1 | 89,8 | 3,0 | 1,6 | 0,8 | 0,1 | 10,4 |
| 2013-2014 | Dallas Mavericks    | 45  | 1   | 8,7  | 43,7 | 42,4 | 90,9 | 1,0 | 0,4 | 0,4 | 0,0 | 3,2  |
| 2014-2015 | L.A. Lakers         | 65  | 36  | 25,8 | 41,2 | 37,0 | 81,3 | 3,2 | 1,6 | 0,5 | 0,0 | 10,0 |
| 2015-2016 | Brooklyn Nets       | 76  | 41  | 21,3 | 38,9 | 35,8 | 85,7 | 2,3 | 1,1 | 0,6 | 0,1 | 7,7  |
| 2016-2017 | Miami Heat          | 62  | 13  | 24,2 | 41,6 | 37,8 | 86,0 | 2,1 | 1,1 | 0,6 | 0,1 | 10,5 |
| 2017-2018 | Miami Heat          | 77  | 2   | 26,5 | 40,7 | 39,2 | 85,9 | 2,8 | 1,0 | 0,7 | 0,1 | 11,2 |
| 2018-2019 | Miami Heat          | 25  | 12  | 21,3 | 37,5 | 36,8 | 87,5 | 1,9 | 1,2 | 1,0 | 0,1 | 8,4  |
| 2018-2019 | Detroit Pistons     | 28  | 26  | 27,3 | 42,1 | 37,3 | 75,8 | 2,1 | 1,5 | 1,1 | 0,1 | 12,0 |
| 2019-2020 | N.Y. Knicks         | 36  | 1   | 15,5 | 35,1 | 35,0 | 84,6 | 1,8 | 1,2 | 0,4 | 0,1 | 5,1  |
| 2020-2021 | Detroit Pistons     | 46  | 31  | 22,0 | 44,1 | 42,2 | 80,0 | 1,8 | 1,5 | 0,4 | 0,2 | 9,6  |
| 2021-2022 | L.A. Lakers         | 43  | 9   | 18,8 | 41,4 | 38,9 | 81,8 | 1,8 | 0,7 | 0,5 | 0,1 | 6,7  |
| Carriera  | Carriera            | 770 | 206 | 20,9 | 41,0 | 38,2 | 84,3 | 2,1 | 1,1 | 0,5 | 0,1 | 8,0  |

#### Playoffs
| Anno     | Squadra          | PG | PT | MP   | TC%  | 3P%  | TL% | RP  | AP  | PRP | SP  | PP  |
| -------- | ---------------- | -- | -- | ---- | ---- | ---- | --- | --- | --- | --- | --- | --- |
| 2014     | Dallas Mavericks | 2  | 0  | 7,0  | 33,3 | 33,3 | 100 | 1,0 | 1,0 | 0,0 | 0,0 | 4,0 |
| 2018     | Miami Heat       | 5  | 0  | 20,2 | 34,3 | 40,0 | 100 | 1,6 | 0,6 | 0,4 | 0,4 | 7,8 |
| 2019     | Detroit Pistons  | 4  | 4  | 32,8 | 31,4 | 31,8 | 100 | 3,8 | 1,3 | 0,8 | 0,0 | 7,8 |
| Carriera | Carriera         | 11 | 4  | 22,4 | 32,9 | 36,2 | 100 | 2,3 | 0,9 | 0,5 | 0,2 | 7,1 |

#### Massimi in carriera
- Massimo di punti: 32 vs Toronto Raptors (11 aprile 2018)[2]
- Massimo di rimbalzi: 10 vs Utah Jazz (25 febbraio 2015)
- Massimo di assist: 6 vs Oklahoma City Thunder (1º marzo 2015)
- Massimo di palle rubate: 5 vs Atlanta Hawks (27 novembre 2018)
- Massimo di stoppate: 2 (4 volte)
- Massimo di minuti giocati: 46 vs Chicago Bulls (29 gennaio 2015)

## Palmarès
- McDonald's All-American Game (2006)
- Campione NCAA (2009)
- NCAA Final Four Most Outstanding Player (2009)